# Télécom Warwick
Groupe Télécom Warwick inc.(GTW) était entreprise privée de télécommunication québécoise.  Bien connue dans la région de Victoriaville / Arthabaska, cette compagnie de téléphone desservait les populations des villes de Warwick et Kingsey Falls ainsi que les trois municipalités de Sainte-Élizabeth-de-Warwick, Saint-Samuel et Saint-Valère depuis 1914.
Sogetel inc. en a fait l'acquisition à la fin 2009.

## Filiales et compagnies sœurs
- Compagnie Téléphone de Warwick
- Réseau TW s.e.c. (RTW)
- Tritel Inc.
- IVIC Télécom s.e.n.c.
- Télécom Québec Inc.